# Резня в Алтынкёпрю
Резня в Алтынкёпрю (тур. Altınköprü Katliamı, араб. مذبحة التون کوبري‎) — массовое убийство армией Саддама Хуссейна иракских туркмен, произошедшее 28 марта 1991 года в туркменском городе Алтынкёпрю Киркукской мухафазы. Произошло в результате подавления восстания 1991 года в диссидентских районах на севере и юге страны.

## Предыстория
Вскоре после отступления иракской армии из Кувейта на севере и юге страны началась серия народных восстаний. Это стало прямым следствием того, что Саддам Хусейн и его руководство были ослаблены авантюризмом в Кувейте и отчасти потерями во время ирано-иракской войны. Саддам Хусейн быстро приказал своим войскам и другим лоялистам подавить восстание, что привело к жестоким репрессиям со многими потерями среди гражданского населения. Алтынкёпрю на севере был одним из городов, которые курдские повстанцы захватили в поисках богатого нефтью спорного города Киркук, и по этой причине он стал прямой мишенью для иракских сил безопасности. Туркмены также организовывали восстания в районах Туркменэли по своим мотивам и выражали свое несогласие с режимом Саддама, но не были так активны в военном отношении, как курды. После вывода курдских повстанцев возник пробел во власти, и силы, лояльные Саддаму Хусейну, начали преследовать всех, кого они подозревали в причастности к восстаниям. Туз-Хурмату, еще один город с туркменским населением к югу от Киркука, также пережил аналогичную резню туркмен.
Район Киркука славится своими людьми, знающими все три языка, то есть арабский, курдский и туркменский, и его люди не чужды бракам между собой. Отношения между туркменами и курдами исторически были прочными, и они жили бок о бок, но испытали трудности после трехдневной чистки в 1959 году, в результате которой членами курдской иракской коммунистической партии было убито около 20 туркменских жителей. Знакомство туркмен с курдами, их собственными восстаниями и другими аспектами, такими как игнорирование баасистским иракским правительством и общая неприязнь из-за их османского наследия, сыграли центральную роль по той причине, по которой режим Саддама хотел искоренить туркмен в своей панарабской политике. Ирак. Сторонники Саддама Хусейна увидели в этом угрозу, с которой они не могли рисковать, и решили, что все мужчины в Алтынкёпрю представляют опасность. Люди в Алтынкёпрю, зная о жестоких методах Саддама Хусейна в отношении диссидентов, начали бежать, но небольшой процент мужчин, в основном туркмен, решил не обращать внимания на то, что их ждет.

## Ход событий

### 28 марта 1991 года
В четверг, 9-го дня Рамадана (28 марта 1991 года), силы, верные Саддаму Хусейну, начали обнаруживать всех мужчин-граждан Алтынкёпрю и арестовывать их. Приказ заключался в том, что все мужчины, без различия возраста, должны быть собраны и доставлены на военной технике в неизвестное место возле кладбища в районе Дибис для казни. Многие мужчины постились из-за священного месяца Рамадан. Согнанные вдоль естественной ямы, они были расстреляны из автоматов, а затем сброшены в яму, которая была засыпана землей и стала братской могилой. Позже войска были частично выведены, и в городе восстановилось затишье военных действий.

## Последствия
Жители, первоначально бежавшие, стали возвращаться, а 17 апреля, на второй день Ураза-байрама, вышел пастух, ставший свидетелем зверства, и рассказал о том, чему он был свидетелем. Некоторых молодых людей пастух сопроводил к месту, которое, как он утверждал, было братской могилой их родственников, и после раскопок они в конце концов убедились. Трупы начали гнить, и в большинстве случаев их было невозможно опознать, но одежда и обувь, оставшиеся на телах, указывали на то, кем был каждый человек. В первый день этим молодым людям удалось принести три трупа, и было решено, что все они будут похоронены в Алтынкёпрю на кладбище, которое позже будет известно как «Sehitler Mezarlığı» (Кладбище мучеников). В течение нескольких дней все трупы были извлечены и должным образом захоронены на этом кладбище.
Каждую годовщину на кладбище Мучеников проводится поминовение, которое привлекает большинство жителей Алтынкёпрю вместе с высокопоставленными политическими деятелями туркменской общины.